# Mária-barlang (Dömös)
A Mária-barlang a Duna–Ipoly Nemzeti Parkban lévő Visegrádi-hegységben található egyik barlang. Dömös területén, a Dobogó-kőn van.

## Leírás
A Dobogó-kőn található kilátó sziklájában, amely 700 méter tengerszint feletti magasságban van, a szikla északi kiöblösödésének az aljában, a csúcstól öt–hat méterrel lejjebb van a siketnéma turisták Mária-kegyhelye. A szabadtéri kegyhely keresztje mögötti sziklafalban, a járószinttől körülbelül három méterrel magasabban van a barlang 60×60 centiméteres nyílása.
A kegyhelyhez a kilátótól levezető lépcsős útról keskeny sziklapárkányon érhetjük el a barlang északkeletre néző száját.
A bejáratot csak kúszva járható, keskeny, egyenes, enyhén emelkedő, csőszerű folyosó követi. A többnyire hengeres járatban 4,7 métert kúszhatunk befelé, de innen már járhatatlanul szűkké válik, bár még hosszan be lehet világítani az egyenes vonalban folytatódó üregbe. A csőjáratot minden oldalról andezitagglomerátum határolja, alján pedig kevés kőtörmelék és a már említett hosszú farudak találhatók. A fokozatosan szűkülő csőjáratban megfordulni nem lehet, tehát abban a testhelyzetben kell visszaaraszolni, most már lábbal kifelé, mint ahogy bekúsztunk.

## Kialakulás
A barlangot gázkifúvásos vagy gőzkifúvásos kürtőnek ítéljük a formai jegyei és a befoglaló kőzete után. Nagyon hasonlít a Börzsönyben levő Kámori-rókalyukhoz, csak szerényebb méretű. A kialakulásáról szóló feltevést megerősíti, hogy a kegyhely frontfalán túl a sziklafalban több kisebb kerek nyílású, füstcsőszerű lyukat is lehet látni. A falakon sajnos nem sikerült találni bekérgeződési nyomokat, ami teljes bizonyossággá tette volna a feltevést.

## Kutatástörténet
Az üreget Eszterhás Istvánék fedezték fel 1997-ben. Elkészítették leírását, barlangtérképét és fénykép-dokumentációját. A barlang korábbi említéséről nincs tudomásuk. A kegyhely kiépítőinek figyelmét sem kerülhette el az üreg, de a barlangban talált hosszú fadarabok is arra utalnak, hogy egyesek ezekkel próbálták kipuhatolni annak hosszát.
A 2001. november 12-én elkészült, Magyarország nemkarsztos barlangjainak irodalomjegyzéke című kézirat barlangnévmutatójában szerepel a Mária-barlang. A barlangnévmutatóban meg van említve 2 irodalmi mű, amelyek foglalkoznak a barlanggal. A 366. tétel nem említi, a 365. tétel említi. A 2014. évi Karsztfejlődésben megjelent tanulmányban az olvasható, hogy a dobogókői kilátó alatt, a siketnéma turisták Mária-kegyhelye mellett található a 4,7 m-es, csőszerű Mária-barlang, amely exhalációs barlang. A Visegrádi-hegység 101 barlangjának egyike a Dömösön található barlang, amely 4,7 m hosszú és 1 m magas.